# Myriocladus virgatus
Myriocladus virgatus är en gräsart som beskrevs av Jason Richard Swallen. Myriocladus virgatus ingår i släktet Myriocladus och familjen gräs. Inga underarter finns listade i Catalogue of Life.